# Ivory Latta
Ivory Latta (* 24. September 1984 in McConnells, South Carolina, Vereinigte Staaten) ist eine professionelle Basketballspielerin. 2012 spielt sie für die Tulsa Shock in der Women’s National Basketball Association auf der Position des Point Guard.

## Karriere

### College
Latta spielte als Point Guard für das Damen-Basketballteam der University of North Carolina at Chapel Hill.

### Women’s National Basketball Association
Ivory Latta wurde im WNBA Draft 2007 von den Detroit Shock an der elften Stelle ausgewählt. In ihrer ersten Saison in der WNBA erzielte sie 3 Punkte pro Spiel. Am 6. Februar 2008 transferierten die Atlanta Dream ihren Zweitrunden-Pick (insgesamt 18. Pick) und LaToya Thomas zu den Detroit Shock für Ivory Latta. Somit spielt sie seit der Saison 2008 für die Dream.